# Egzekwie
Egzekwie ist eine 2012 gegründete Funeral-Doom-Band.

## Geschichte
Das anonyme Projekt Egzekwie wurde 2012 im polnischen Lubin gegründet. Auf Bandfotos sind stets vier vermummte Personen abgebildet. Egzekwie veröffentlichte im April 2013 das Debütalbum Czarna noc duszy. Dies wurde in Goathorns Studio aufgenommen, abgemischt und gemastert im Sinquest Studio. Das Album erschien als CD über das polnische Independent-Label Under the Sign of Garazael Productions (Cultes des Ghoules, Mgła, Faustcoven, Arkona) sowie als Musikkassette und -download über Third Eye Temple.
Von der regionalen Musikpresse, bis hin zu der polnischen Musikzeitschrift Musick Magazin wurde das Debütalbum überwiegend positiv aufgenommen. Czarna noc duszy wurde einerseits gelobt als „eine schmerzhafte Reise durch verschiedene Zustände der Bewusstlosigkeit“. Andererseits äußerten sich ebenso weniger überschwängliche Rezensenten und beschrieben das Debüt von Egzekwie als mäßig in der Produktion, aber musikalisch in einem guten Fluss. Das Album befände sich im Genre „auf einem soliden Niveau und [sei durchaus] empfehlenswert“. Die positiven Beurteilungen verweisen auf ein mystisches und metaphysisches Konzept des Albums, dass eine groteske Wirkung erziele. Damit sei es „ein Volltreffer“ sowie „eines der interessantesten polnischen Alben des Jahres.“ Eine internationale Resonanz blieb hingegen aus.

## Stil
Egzekwie spielen einen von klassischer Musik beeinflussten Funeral Doom. Die Musik sei „langsam und düster“ und dabei mit jener der Gruppe Evoken zu vergleichen. Als weitere Relation, insbesondere hinsichtlich der Atmosphäre, werden Cultes des Ghoules und Skeletal Spectre angeführt. Das Spiel der Band gilt als Beeinflusst aus dem Black- und Death Metal, jedoch auf einer Funeral-Doom-Basis. Der Gesang wird als ein als „vernichtend“ tituliertes Growling dargebracht. Derweil das Gitarrenspiel zwischen simpel und repetitiv im Sinn des Funeral und atmosphärisch repetitiv im Sinn des Black Metal sowie hin zu Death-Metal-Leads variiert.

## Diskografie
- 2013: Czarna noc duszy (Album, Under the Sign of Garazel Productions/Third Eye Temple)